# Stemma della provincia di Reggio Emilia
Lo stemma della Provincia di Reggio Emilia è costituito da uno scudo sannitico inquartato contenente gli stemmi dei comuni di Guastalla, Correggio, Scandiano e Castelnovo Monti; sul tutto campeggia lo stemma del comune di Reggio Emilia. Lo stemma è timbrato da una corona da provincia.

## Storia

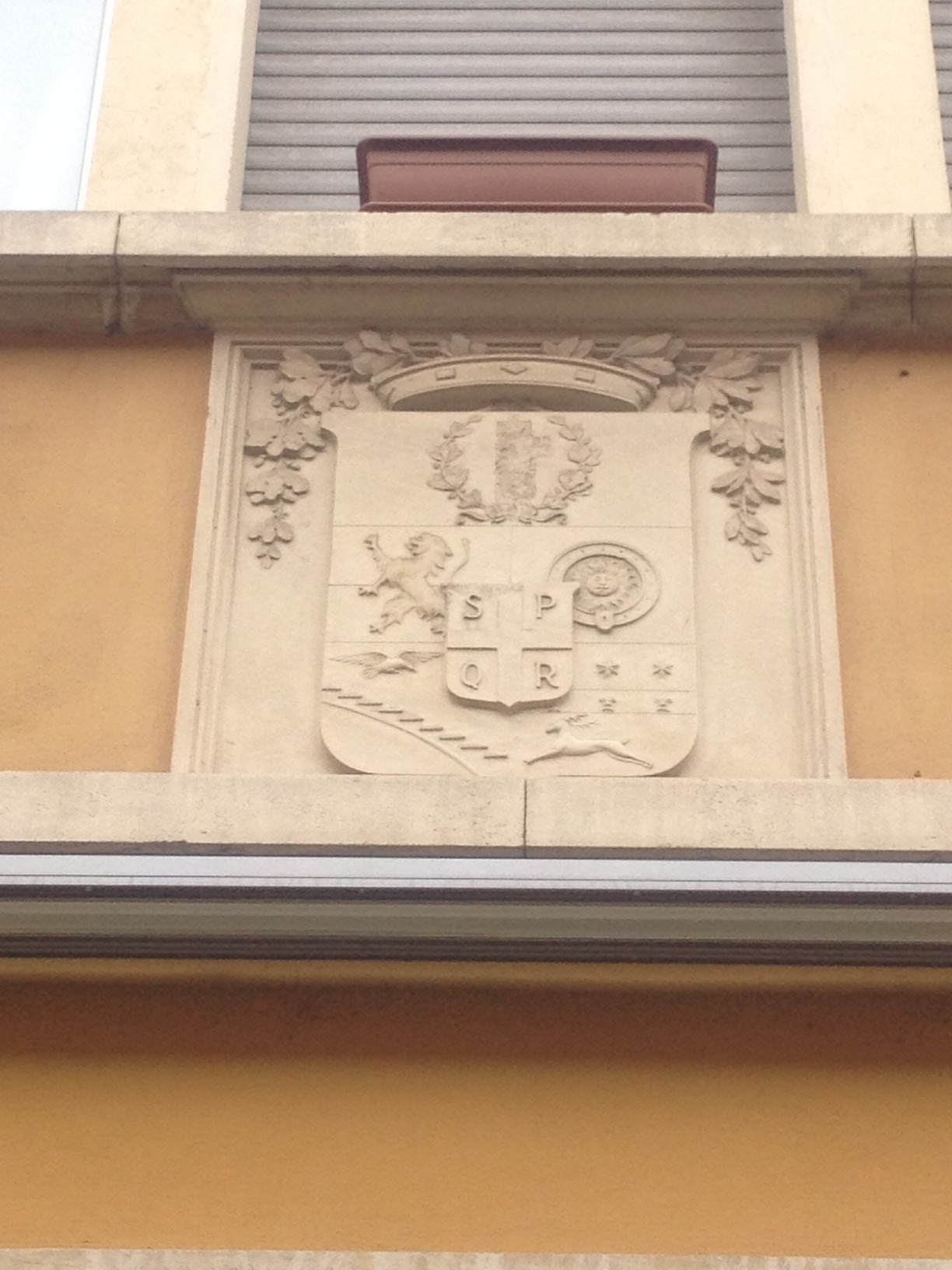
Stemma della Provincia con il capo del Littorio. Il capo in seguito venne eliminato.

Ancora all'inizio del Novecento, nei documenti ufficiali della Provincia, veniva utilizzato lo stemma sabaudo viste la militanza risorgimentale della classe dirigente reggiana postunitaria, la tendenza centralizzatrice del Regno e l'ancora incerto ruolo dell'ente provinciale.
Il primo documento che parla dell'adozione di uno stemma per la Provincia di Reggio Emilia è una lettera, in risposta al conte Giovanni da Schio di Vicenza, di un eminente storiografo reggiano, Ippolito Malaguzzi Valeri. Il Malaguzzi sosteneva che il naturale antenato dell'ente provinciale era il Libero Comune di Reggio e di conseguenza anche lo stemma da lui proposto si basava su considerazioni di tipo storico-giuridiche: lo stemma era quello del comune di Reggio Emilia con la spezzatura dello scudo sabaudo.

Stemma sabaudo utilizzato dalla Provincia (1929-38)

Nel dicembre 1927, dopo che l'ingiunzione del prefetto obbligò ad ottemperare al regio decreto n. 234 del 13 aprile 1905, che, da un lato inibiva l'uso dello stemma sabaudo a comuni, province ed enti morali, e, dall'altro, imponeva agli stessi di servirsi di armi o simboli regolarmente concessi o riconosciuti; la Commissione reale, l'organo subentrato alla Commissione provinciale dopo l'avvento del Fascismo e presieduta da Mario Muzzarini, formalizzò l'impegno ad adottare uno stemma regolarmente riconosciuto dalla Consulta araldica. In seguito a ciò, la Commissione chiese alla Deputazione di Storia Patria, presieduta dallo storico Andrea Balletti, di formulare alcune proposte per la creazione di uno stemma.
Tra le prime proposte vi furono quelle dell'avvocato Antonio Cremona Casoli, esperto di araldica: la prima delle sue proposte sembrò ispirata ad uno spirito patriottico armonico che combinava il culto della nazione con il particolarismo locale (agricoltura nei suoi aspetti diversi), che andava in sintonia con il culto della nazione e la celebrazione del ruralismo propagati dal regime fascista. Nonostante ciò, la scelta dell'amministrazione ricadde su un'altra proposta, sempre elaborata dal Cremona Casoli ed approvata a maggioranza dalla Deputazione di Storia Patria nella seduta del 5 aprile '29, che si focalizzava sull'identità policentrica della provincia. Lo stemma approvato consisteva in una sinergia grafica degli stemmi dei comuni principali delle varie zone della Provincia (Riviera del Po, pianura, collina ed Appennino): nell'insegna vi erano raffigurati, occupando ciascuno un quarto, lo stemma di Guastalla, quello di Correggio, quello di Scandiano e quello di Castelnovo ne' Monti, il tutto sormontato dallo stemma di Reggio Emilia. I criteri adottati per la scelta dei comuni delle quattro zone della provincia, probabilmente, non mancarono di far scaturire dei contraccolpi politici, che verosimilmente furono una concausa dei ritardi dell'iter procedurale travagliato della perfezionamento della proposta. Ritardi così prolungati che, nel febbraio ’38, il Prefetto ingiunse al Preside della Provincia, Pellegrino Bertoldi, di richiedere alla Consulta araldica il riconoscimento dello stemma, in quanto ancora disatteso.
Il bozzetto definitivo venne licenziato solamente nel marzo 1938 con l'accoglimento della proposta del '29 e l'aggiunta di un'ulteriore banda rossa recante il fascio littorio, il cosiddetto capo del Littorio obbligatorio sugli stemmi di ogni comune e provincia in seguito al R.D. n.1440 del 12 ottobre 1933. Di conseguenza la Provincia di Reggio Emilia, a quasi ottant'anni di vita, ottenne finalmente il suo stemma. Tuttavia, l'iter burocratico dello stemma si concluse solamente nell'immediato Dopoguerra, quando, mediante la lettera patente di concessione della Consulta araldica del 26 aprile 1946, venne riconosciuta la spettanza dello stemma e del gonfalone nelle forme già approvate, senza il capo del Littorio nel frattempo abolito.

Gonfalone della Provincia

## Gonfalone
Il gonfalone della Provincia fu concesso con lettera patente di concessione del 26 aprile 1946 a seguito del Reale Decreto del 28 marzo 1938, registrato alla corte dei Conti e trascritto nei registri della Consulta Araldica e dell'Archivio di Stato di Roma: